# Livry, Nièvre
Livry este o comună în departamentul Nièvre din centrul Franței. În 2009 avea o populație de 691 de locuitori.

## Evoluția populației
| An        | 1975 | 1982 | 1990 | 1999 | 2006 | 2009 |
| --------- | ---- | ---- | ---- | ---- | ---- | ---- |
| Populație | 735  | 583  | 589  | 582  | 673  | 691  |